# Wordmark
Un logotipo textual, marca textual, marca denominativa o, más conocido por su nombre en inglés, wordmark, es el logotipo basado exclusivamente en el nombre escrito de la empresa, institución o nombre de producto, utilizado con fines de identificación y marca. El nombre de la organización se incorpora como un tratamiento gráfico simple para crear una identidad clara y visualmente memorable. La representación de la palabra se convierte en un símbolo visual de la organización o producto. El wordmark es la clase de logos más habitual, pero no la única; se opone al brandmark. Por ejemplo, el logo de Coca-Cola es un wordmark, mientras que los logos de Apple y Nike son brandmark. Asimismo, una variante de los logos wordmark son los logos lettermark. Ejemplos de lettermark son los logos de Facebook y Vimeo. Ambos son tratamientos tipográficos, pero los primeros incluyen el nombre completo de la marca, mientras que los segundos solamente se componen de las iniciales o siglas de la marca, de manera que son más cortos.
En los Estados Unidos y la Unión Europea, se puede registrar una marca denominativa, lo que la convierte en una propiedad intelectual protegida. En los EE. UU., el término wordmark no se refiere a la representación gráfica sino únicamente al texto. En la mayoría de los casos, las marcas denominativas no pueden tener derechos de autor, ya que no alcanzan el umbral de la originalidad.

## Lectura complementaria
- McWade, John. Before and After Graphics for Business. Peachpit Press: 2005. ISBN 978-0-321-33415-2.
- White, Alexander W. The Elements of Graphic Design: Space, Unity, Page Architecture, and Type. Allworth: 2002. ISBN 978-1-58115-250-0.
- Wheeler, Alina. Designing Brand Identity: A Complete Guide to Creating, Building, and Maintaining Strong Brands. Wiley: 2006. ISBN 978-0-471-74684-3.